# 格倫維爾 (阿拉巴馬州)
格倫維爾（英語：Glenville）是一個位於美國阿拉巴馬州拉塞爾縣的非建制地區。該地的面積和人口皆未知。

## 地理
格倫維爾的座標為32°07′44″N 85°10′37″W / 32.12889°N 85.17694°W，而該地的平均海拔高度為141米（即463英尺）。